# Gümüşlük, Bodrum
Gümüşlük là một thị trấn thuộc huyện Bodrum, tỉnh Muğla, Thổ Nhĩ Kỳ. Dân số thời điểm năm 2011 là 3.693 người.